# Chirodica similfulva
Chirodica similfulva es un coleóptero de la familia Chrysomelidae.
Fue descrita científicamente en 1998 por Biondi.